# Oriol Guixà Arderiu
Oriol Guixà Arderiu   (Barcelona, 1952) és el President i Conseller Delegat de l'empresa catalana La Farga i President del Patronat de la Fundació La Farga.
Va començar la seva carrera professional a Motocicletes Montesa com a Responsable del Departament d'Innovació i Desenvolupament, participant activament en la creació de la joint-venture amb l'empresa japonesa Honda Motor Company i liderant l'equip de trial guanyador del Campionat del Món el 1980. En aquesta època també exerceix com a professor de mecànica i de cinemàtica i dinàmiques de màquines a l'Escola d'Enginyers Industrials de Barcelona.
El 1984, Oriol Guixà s'embarca en un nou projecte metal·lúrgic incorporant-se a l'empresa industrial La Farga Lacambra com a accionista i Director General. Desenvolupa la patent de procés de reciclatge del coure i crea 3 noves companyies (La Farga Tub, La Farga Rod i La Farga Intec).
L'any 2015 Oriol Guixà va succeir Vicenç Fisas, pare de la seva muller Anna Fisas Armengol, com a president de La Farga, que compaginà amb el càrrec de conseller delegat.

## Càrrecs
- Membre del Ple[8] i del Comitè Executiu[9] de la Cambra de Comerç de Barcelona
- President del Consell de Mecenatge de la Universitat de Vic[10]
- Responsable de les Delegacions de la Cambra de Comerç de Barcelona[11]
- Patró de FemCAT (Fundació Privada d'Empresaris)[12][13]
- Representant de la Fundació Universitària Balmes a la Fundació Universitària del Bages[14]
- Membre del Consell Empresarial de la Universitat Politècnica de Catalunya[15]
- Vicepresident del ECI (European Copper Institute)[16]
- Conseller de IWCC (International Wrought Copper Council)[17]

## Reconeixements
- 2009 - XXX Premi Guillem Catà de la demarcació de la Catalunya Central del Col·legi d'Enginyers Industrials de Catalunya[18]
- 2013 - Premi a "La millor trajectòria empresarial" per la revista Actualidad Económica[19]